# ハックルベリーフィン (韓国のバンド)
ハックルベリー・フィンは韓国のインディーズ・バンド。1997年からイ・ギヨンをリーダーとして活動を始めた。京郷新聞の韓国100枚名盤に1st、3rdアルバムが選定され、第5回韓国大衆音楽モダンロックレコーディング賞（3rdアルバム）を受賞した。2004年イ・ギヨンのソロプロジェクト「スワロー」で新レーベル ShaLabel を作成して活動している。シンガーソングライター、ルネが共にしている。

## メンバー
- イ・ギヨン (이기용) - リーダー、コーラス（ソロプロジェクト「スワロー」）
- イ・ソヨン (이소영) - ボーカル
- キム・ユンテ (김윤태) - ドラム
- 過去のメンバー - ナム・サナ、キム・サンウ(1集)キム・ウォング(2集)チャン・ヒョクジョ(3集)

## アルバム
1. 18日の水曜日 - 8일의 수요일 (1998)
2. 私に似ている男 - 나를 닮은 사내 (2001)
3. オリンピオの星 - 올랭피오의 별 (2004)
4. 幻想... 私の幻滅 - 환상, 나의 환멸 (2007)